# Yusef Shriha
Yusef Saleh Shriha (18 de noviembre de 1991) es un deportista libio que compite en taekwondo. Ganó tres medallas en el Campeonato Africano de Taekwondo entre los años 2014 y 2018.

## Palmarés internacional
| Campeonato Africano | Campeonato Africano  | Campeonato Africano | Campeonato Africano |
| Año                 | Lugar                | Medalla             | Categoría           |
| ------------------- | -------------------- | ------------------- | ------------------- |
| 2014                | Túnez (Túnez)        | Medalla de bronce   | –58 kg              |
| 2016                | Puerto Saíd (Egipto) | Medalla de oro      | –58 kg              |
| 2018                | Agadir (Marruecos)   | Medalla de bronce   | –58 kg              |